# Cantone di Jipijapa
Il cantone di Jipijapa è un cantone dell'Ecuador che si trova nella provincia di Manabí.
Il capoluogo del cantone è Jipijapa.